# Woodlawn Memorial Cemetery
Woodlawn Memorial Cemetery je městský hřbitov v Santa Monice v Kalifornii. Leží ve 14. ulici číslo 1847, podél Pico Boulevardu.

## Historie
Pozemek zakoupilo město Santa Monica v roce 1897 z iniciativy starosty Juana José Carilla. Původní název zněl The Ballona Township Cemetery podle ranče La Ballona, jenž byl předtím na jeho místě. V roce 1972 bylo přikoupeno mauzoleum, postavené v roce 1922 ve španělsko-kalifornském stylu. Po roce 1980 objevili filmaři hřbitov jako zajímavou lokaci. V roce 1994 jej poškodilo Northridgské zemětřesení. 
Je zde pohřbeno kolem 54 tisíc osob. Množství osobností byli tvůrci z okruhu Hollywoodských filmových ateliérů, spisovatelé, hudebníci, ale i sportovci a politici. Hřitov má statut eco-prostoru s pravidelně stříhaným trávníkem a prořezávanými dřevinami. Od 80. let je povoleno zřizovat jen malé typizované náhrobní desky. 

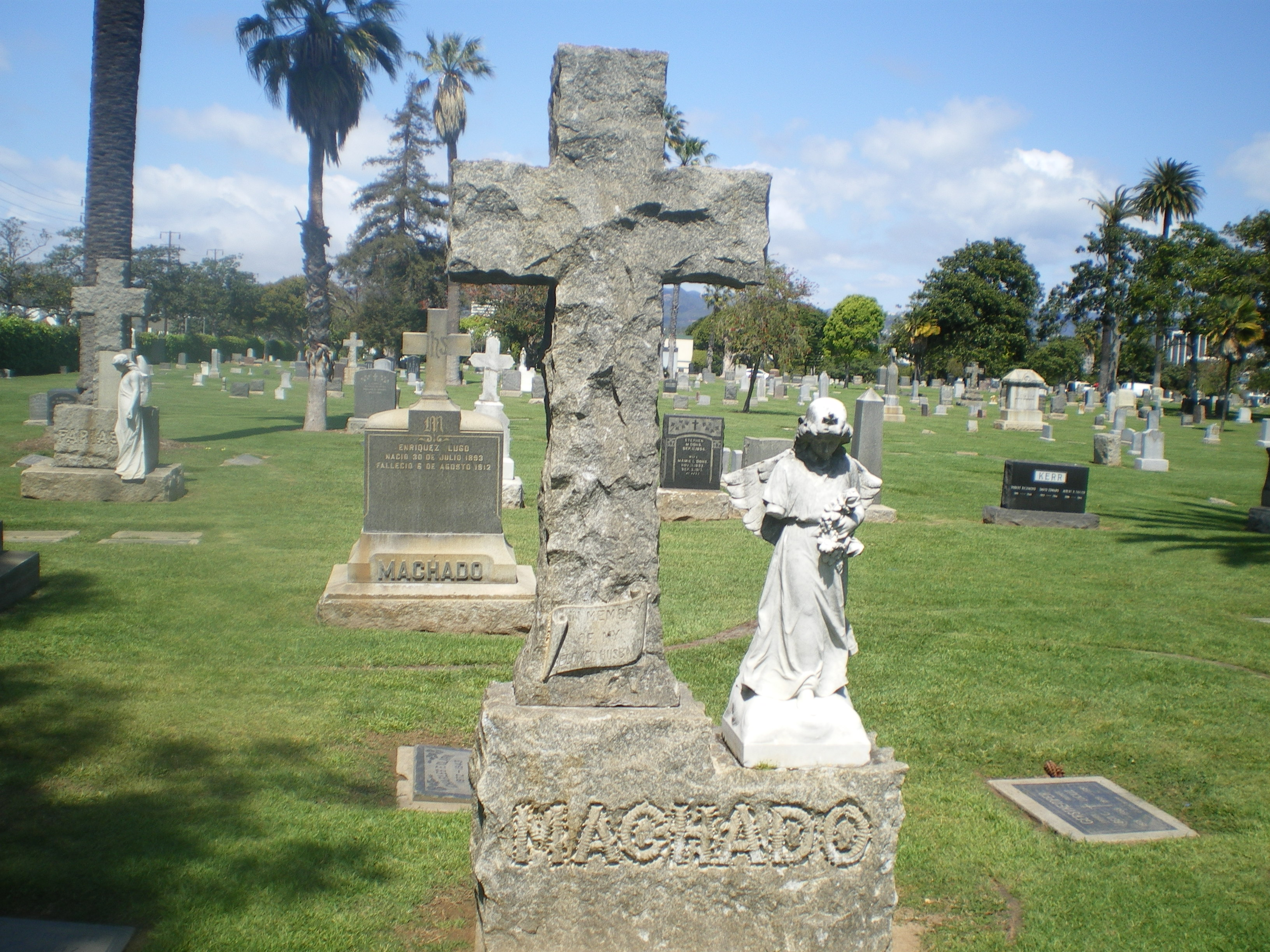
Nejstarší náhrobky na hřbitově Woodlawn

## Pohřbené osobnosti
- Hugo Ballin (1879–1956), filmový architekt
- Mabel Ballin (1887–1958), herečka
- George Bancroft (1882–1956), herec
- Jay Belasco (1888–1949), herec
- Ted Bessell (1935–1996), herec
- Charles Bickford (1891–1967), herec
- Barbara Billingsley (1915–2010), herečka
- William Bishop (1918–1959), herec
- Janet Blair (1921-2007), herečka
- Bonnie Bonnell (1905–1964), herečka
- Edwina Booth (1904–1991), herečka
- Edward Brophy (1895–1960), herec
- Octavia Broske (1886–1967), herečka
- Leo Carrillo (1880–1961), herec
- Joseph Chorre (1914–1987), herec
- Henry Cuesta (1931–2003), hudebník
- Faye Dancer (1925–2002), baseballový hráč
- Henry Daniell (1894–1963), herec
- John Dodsworth (1910–1964), herec
- Cathy Downs (1924–1976), herečka
- Albert Duncun (1886–1960), herec
- Margaret Ehrlich (1917–1936), herečka
- Lion Feuchtwanger (1884–1958), spisovatel
- Paul Fix (1901–1983), herec
- Glenn Ford (1916–2006), herec
- Leland Ford (1893–1965), politik

- Ika Gruning (1876–1964), herečka
- William Haines (1900–1973), herec
- Paul Henreid (1908–1992), herec
- Phil Hill (1927–2008), automobilový závodník
- Evelyn Hooker (1907–1996), psycholožka
- Richard Hylton (1920–1962), herec
- Olaf Hytten (1888–1955), herec
- Abbot Kinney (1850–1920), podnikatel
- Ted Kholer (1894–1973), lyrik
- Harvey Korman (1927–2008), herec
- Henry Kuttner (1915–1958), spisovatel
- Florence Lake (1904–1980), herečka
- Baron Leone (1909–1988), wrestler
- Audra Lindley (1918–1997), herečka

- Bert Lindley (1873–1953), herec
- Hughie Mack (1884–1927), herec
- Doug McClure (1935–1995), herec
- Catherine Macleod (1921–1997), herečka
- Bess Myerson (1924-2014), herečka, Miss America
- Red Norvo (1908–1999), jazzový hudebník
- George Ogden (1871–1966), spisovatel
- Lynne Overman (1887–1943), herečka
- Christabel Pankhurst (1880–1958), britská sufražetka
- Walter Perry (1868–1954), herec
- Beverly Pratt (1923–1979), herečka
- Janos Prohaska (1919–1974), herec
- Frances Raeburn (1924–1976), herečka
- Bill Raisch (1905–1984), herec
- Sally Rideová (1951–2012), astronautka a fyzička
- Blanche Robinson (1883–1969), klavírista
- Irene Ryan (1902–1973), herečka
- Hayes "Big Ed" Sanders (1930–1954), boxer
- Elzie C. Segar (1894–1938), tvůrce komiksů
- Hal Smith (1916-1994), herec
- May Suttonová (1886–1975), tenistka
- Sandor Szabo (1906–1966), wrestler
- Erich Von Stroheim Jr. (1916–1968), herec
- William J. Tuttle (1912–2007), filmový maskér
- Jesse Unruh (1922–1987), politik
- Fay Webb (1907–1936), herečka